# Королі Айлеху

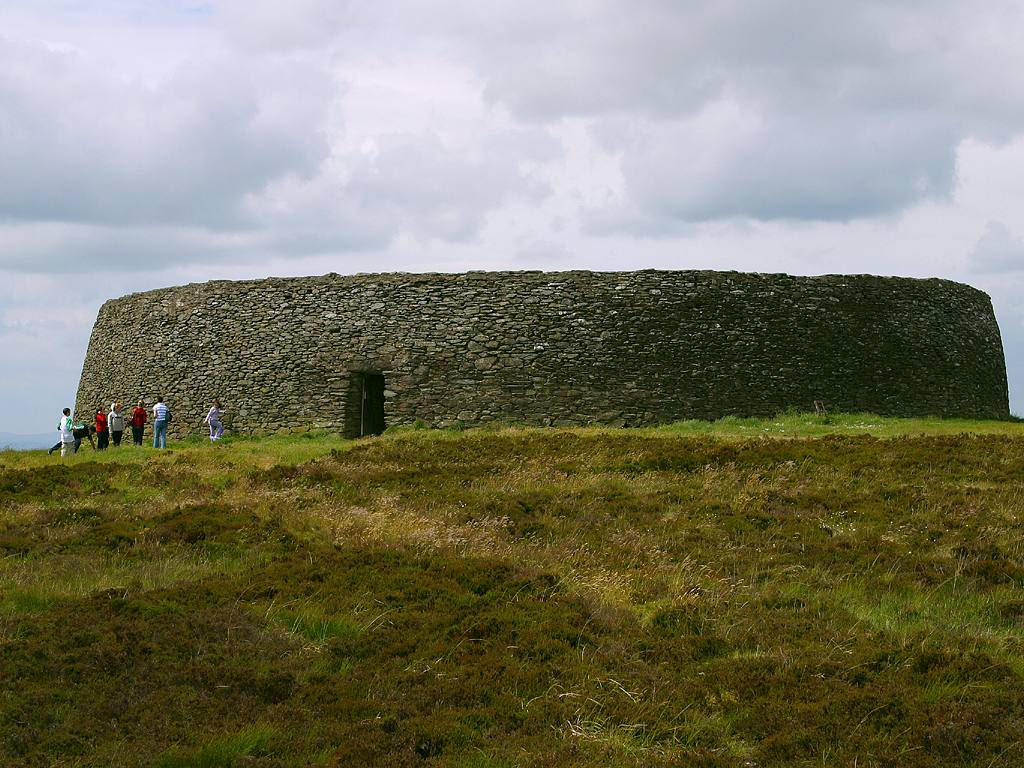
Фортеця Гріанан Айлех у графстві Донегол

Королі Айлеху — правителі невеликого королівства, що існувало на території сучасної Ірландії у V-XII століттях. Монархи належали до династії Північних Уї Нейллів та називались від назви фортеці Гріанан Айліг, городища на вершині гори Грейнен, що на заході Ольстеру. Нині відновлена фортеця розташована на півострові Інішоуен з видом на озеро Лох-Суїллі на заході й затоку Лох-Фойл на сході.

## Ранні королі Айлеху (V—VIII століття)
- Еоган мак Нейлл (пом. 465), король Айлеху (бл. 428—465), син верховного короля Ірландії Ніла Дев'яти Заручників
- Муйредах мак Еогайн (пом. бл. 489), король Айлеху (465 — бл. 489), син і наступник попереднього
- Муйрхертах мак Ерке (пом. 534/536), король Айлеху (бл. 489—534/536), верховний король Ірландії (504—534/536), син попереднього
- Форггус мак Муйредах (пом. бл. 566), король Айлеху (534/536 — бл. 566) і верховний король Ірландії (бл. 565 — бл. 566), син попереднього
- Домнал мак Муйрхертах (пом. 566), король Айлеху (534/536 — 566) і верховний король Ірландії (565—566), син Муйрхертаха мак Ерке
- Баетан мак Муйрхертах (пом. 572), король Айлеху, верховний король Ірландії (бл. 566 — бл. 572), син Муйрхертаха мак Ерке
- Еохайд мак Домналл (пом. 572), король Айлеху, верховний король Ірландії (бл. 566 — бл. 572), син Домнала мак Муйрхертах
- Колку мак Домнайлл (пом. 580), король Айлеху (572—580), син попереднього
- Колман Рімід (пом. 604), король Айлеху (580—604), верховний король Ірландії (598—604), син Баетана мак Муйрхертах
- Аед Варіднах (пом. 612), король Айлеху (604—612), син Домнала мак Муйрхертах
- Суїбне Менн (пом. 628), король Айлеху (612—628), син Фіахна мак Фередага й онук Фередага, праонука Ніла Дев'яти Заручників
- Маел Фітріх мак Аедо (пом. 630), король Айлеху (628—630), син Аеда Варіднах
- Ернайн мак Фіахнай (пом. 636), король Айлеху (630—636), син Фіахна мак Фередага, брат Суїбне Заїки
- Крундмаел мак Суїбні (пом. бл. 660), король Айлеху (636 — бл. 660), син Суїбне Менна
- Ферг мак Крундмайл (пом. бл. 668), король Айлеху (бл. 660 — бл. 668), син Крундмаела мак Суїбні
- Маел Дуйн мак Маеле Фітріх (пом. 681), король Айлеху (бл. 668—681), син Маела Фітріха мак Аедо
- Фланн мак Маел Туйле (пом. 700), король Айлеху (681—700), онук Крундмаела мак Суїбні

## Королі Айлеху від700до1185року
- Фергал мак Маеле Дуйн (пом. 11 грудня 722), король Айлеху (бл. 700—722), верховний король Ірландії (710—722), син короля Айлеху Маела Дуйна мак Маеле Фітріха
- Аед Аллан мак Фергайле (пом. 743) — король Айлеху (722—743), верховний король Ірландії (734—743), син попереднього
- Ніалл Фроссах мак Фергайле (718—778), король Айлеху (743—770), верховний король Ірландії (763—770), син верховного короля Ірландії Фергала мак Маеле Дуйна
- Маел Дуйн мак Аедо Аллайн (пом. 788), король Айлеху (770/778 — 788), син Аеда Аллана
- Аед Оірдніде мак Нейлл (пом. 819), король Айлеху (788—819), верховний король Ірландії (797—819), син Ніалла Фроссаха
- Мурхад мак Маел Дуйн (пом. 833) — король Айлеху (819—823), син Маела Дуйна мак Аедо Аллайна
- Ніалл Кайлле мак Аедо (пом. 846), король Айлеху (823—846), верховний король Ірландії (833—846), син Аеда Оірдніде мак Нейлла
- Маел Дуйн мак Аеда, король Айлеху (846 — ???), син Аеда Оірдніде мак Нейлла
- Аед Фіндліах (пом. 20 листопада 879), король Айлеху (не пізніше 855—879), верховний король Ірландії (862/863-879), син Ніалла Кайлле мак Аедо
- Мурхад мак Маела Дуйн, король Айлеху (879—887), син Маела Дуйна мак Аеда
- Флайтбертах мак Мурхада, король Айлеху (887—896), син попереднього
- Домналл мак Аеда (пом. 915), король Айлеху (887—911), син Аеда Фіндліаха
- Ніалл Глундуб (пом. 15 вересня 919), король Айлеху (911—919), верховний король Ірландії (916—919), син Аед Фіндліах
- Флайтбертах мак Домнайлл, король Айлеху (916—919), син Домналла мак Аеди
- Фергал мак Домнайлл, король Айлеху (919—938), син Домналла мак Аеди
- Муйрхертах мак Нейлл (пом. 26 лютого 943), король Айлеху (939—943), син Ніалла Глундуба
- Домналл Ва Нейлл (пом. 980), король Айлеху (943—980), верховний король Ірландії (956—980), син попереднього
- Флайтбертах мак Муйрхертах Ва Нейлл, король Айлеху (943—949), син Муйрхертаха мак Нейлла, співправитель попереднього
- Флайтбертах мак Конхобайр, король Айлеху (956—962), співправитель Домналла Ва Нейлла
- Тадг мак Конхобайр, король Айлеху (956—962), співправитель Домналла Ва Нейлла
- Конн мак Конхобайр, король Айлеху (956—962), співправитель Домналла Ва Нейлла
- Мурхад Глан мак Флайтбертах (пом. 974), король Айлеху (962—972), співправитель Домналла Ва Нейлла
- Фергал мак Домнайлл мак Конайнг (пом. 1001), король Айлеху (980—989), син Домналла Ва Нейлла
- Аед Мак Домнайлл Ва Нейлл, король Айлеху (989—1004), син Домналла Ва Нейлла
- Флайтбертах Ва Нейлл (пом. 1036), король Айлеху (1004—1031), син Муйрхертаха мак Домнайлла (пом. 977) й онук Домналла Ва Нейлла
- Аед мак Флайтбертах (пом. 1033), король Айлеху (1031—1033), син попереднього
- Флайтбертах Ва Нейлл (пом. 1036), вдруге король Айлеху (1033—1036)
- Ніалл мак Маел Сехнайлл (пом. 1061), король Айлеху (1036—1061), син Маела Сехнайлла (пом. 997) й онук Маелруайда мак Фланна (пом. 941)
- Ардгар мак Лохлайнн (пом. 1064), король Айлеху (1061—1064), племінник попереднього
- Аед Ва Хуалгарт, король Айлеху (1064—1067)
- Домналл мак Нейлл, король Айлеху (1067—1068)
- Аед мак Нейлл, король Айлеху (1068—1083), брат и наступник попереднього
- Доннхад мак Нейлл, король Айлеху (1083—1083), брат двох попередніх
- Домналл Ва Лохлайнн (1048 — 9 лютого 1121), король Айлеху (1083—1121), верховний король Ірландії (1090—1121), син Ардгара мак Лохлайнна
- Конхобар мак Домнайлл, король Айлеху (1121—1128), син Домналла мак Нейлла
- Магнус Ва Лохлайнн, король Айлеху (1128—1129), син Домналла мак Нейлла
- Конхобар мак Домнайлл, вдруге король Айлеху (1129—1136)
- Муйрхертах Мак Лохлайнн (пом. 1166), король Айлеху (1136—1143), верховний король Ірландії (1156—1166), син Ніалла мак Лохлайнна (пом. 1119) й онук Домналла Ва Лохлайнна
- Домналл Ва Гармледай (пом. 1160), король Айлеху (1143—1145)
- Муйрхертах Мак Лохлайнн, вдруге король Айлеху (1145—1166)
- Конхобар мак Муйрхертах Мак Лохлайнн (пом. 1170), король Айлеху (1166—1167), син попереднього
- Ніалл мак Муйрхертах мак Лохлайнн (пом. 1177), король Айлеху (1167—1176)
- Аед Ва Нейлл (пом. 1177), король Айлеху (1167—1177)
- Маел Сехнайлл мак Муйрхертах мак Лохлайнн (пом. 1185), король Айлеху (1177—1185), син Муйрхертаха мак Лохлайнна

Від 1185 року представники роду Кенел Еогайн правили в невеликому королівстві Тір Еогайн (Тірон).
Останнім титульним королем Айлеху був Аед Буйде Ва Нейлл (пом. 1283), король Тір Еогайну (1260—1261, 1263—1283).